# Kleine sterdodecaëder
Een kleine sterdodecaëder is in de meetkunde een van de vier kepler-poinsot-lichamen, met als basis een regelmatig twaalfvlak, een dodecaëder. Op de vijfhoekige zijvlakken van dit regelmatige twaalfvlak zijn vijfhoekige piramiden geplaatst, waardoor een sterveelvlak wordt gevormd.
Een kleine sterdodecaëder kan net zoals ieder ander kepler-poinsot-lichaam worden gezien als een sterveelvlak en als een gewoon veelvlak.
Gezien als sterveelvlak zijn de zijvlakken twaalf pentagrammen die elkaar snijden. De snijlijnen worden in dat geval ieder als deel van één ribbe van het sterveelvlak beschouwd en de buitendelen van de pentagrammen niet als aparte zijvlakken. De kleine sterdodecaëder heeft dan 12 zijvlakken, 30 ribben en 12 hoekpunten, waarbij dus niet voldaan is aan de formule van Euler voor veelvlakken. Dat komt omdat het lichaam zo gezien een zelfdoorsnijdend veelvlak is.
Gezien als gewoon veelvlak heeft het 60 zijvlakken, alle aan de punten van de ster, 90 ribben, waarvan 60 aan de zijkanten van de punten van de ster en 30 van het twaalfvlak in het midden, en 32 hoekpunten, 12 aan de punten van de ster, met 5 vlakken samenkomend, en 20 van het twaalfvlak in het midden, met 6 vlakken samenkomend.
De symmetriegroep is Ih.
- (en)  MathWorld. Small Stellated Dodecahedron.